# Jean Talairach

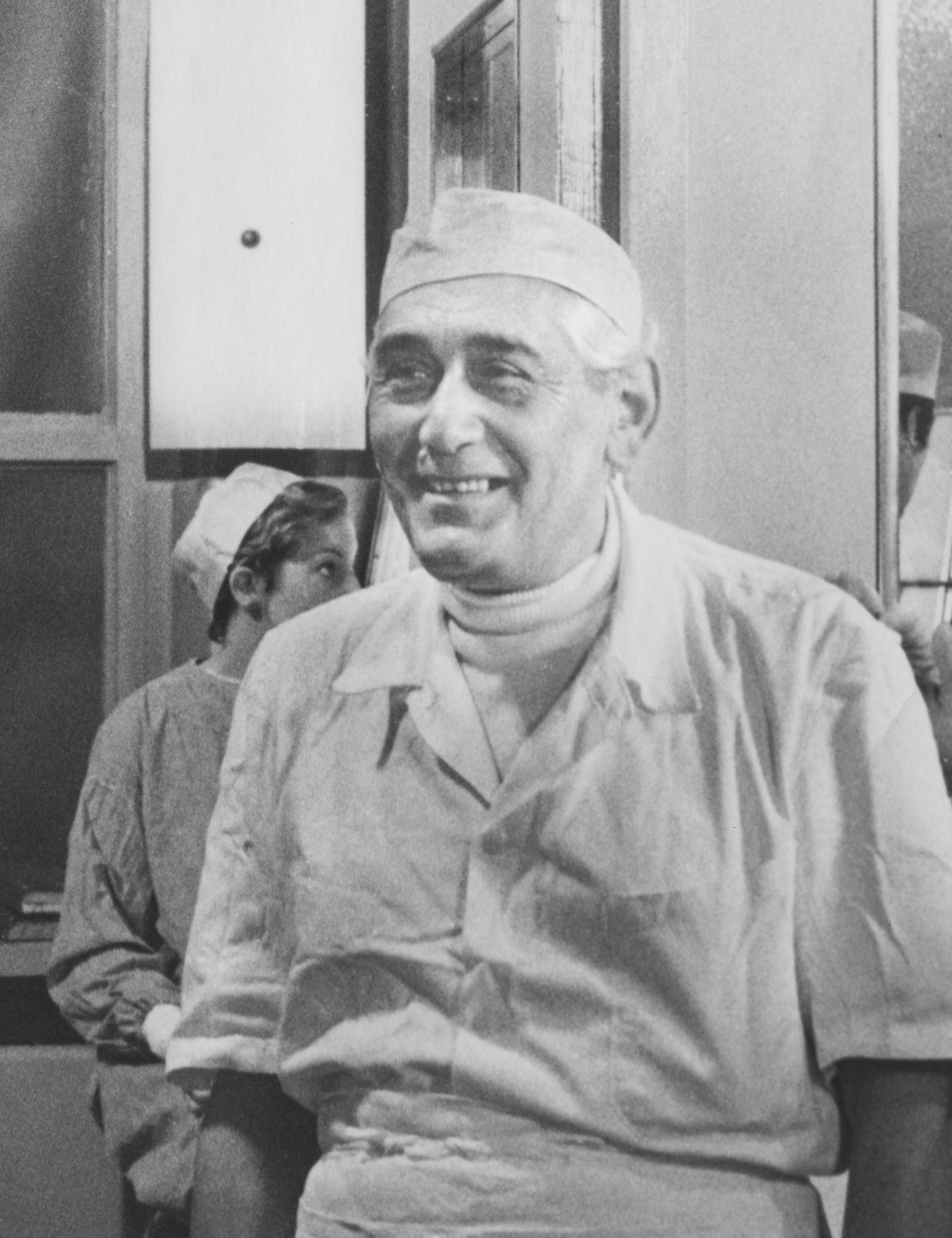
Jean Talairach

Jean Talairach (Perpignano, 15 gennaio 1911 – Parigi, 15 marzo 2007) è stato un medico francese.

## Coordinate di Talairach
Uno dei suoi contributi più significativi alle neuroscienze è stato lo studio stereotassico del cervello umano, per descrivere la posizione delle strutture cerebrali indipendentemente dalle differenze nella forma e nella dimensione tra i cervelli presi in analisi.
Il sistema viene definito a partire dalle commessure anteriore e posteriore. Si congiungono questi due punti con una linea retta e si sfrutta il fatto che essi giacciano nel piano sagittale.
L'origine del sistema è posta nella commessura anteriore, dalla quale si misurano le distanze.
Il sistema di coordinate di Talairach è anche chiamato sistema di coordinate stereotassiche.